# Patholoog

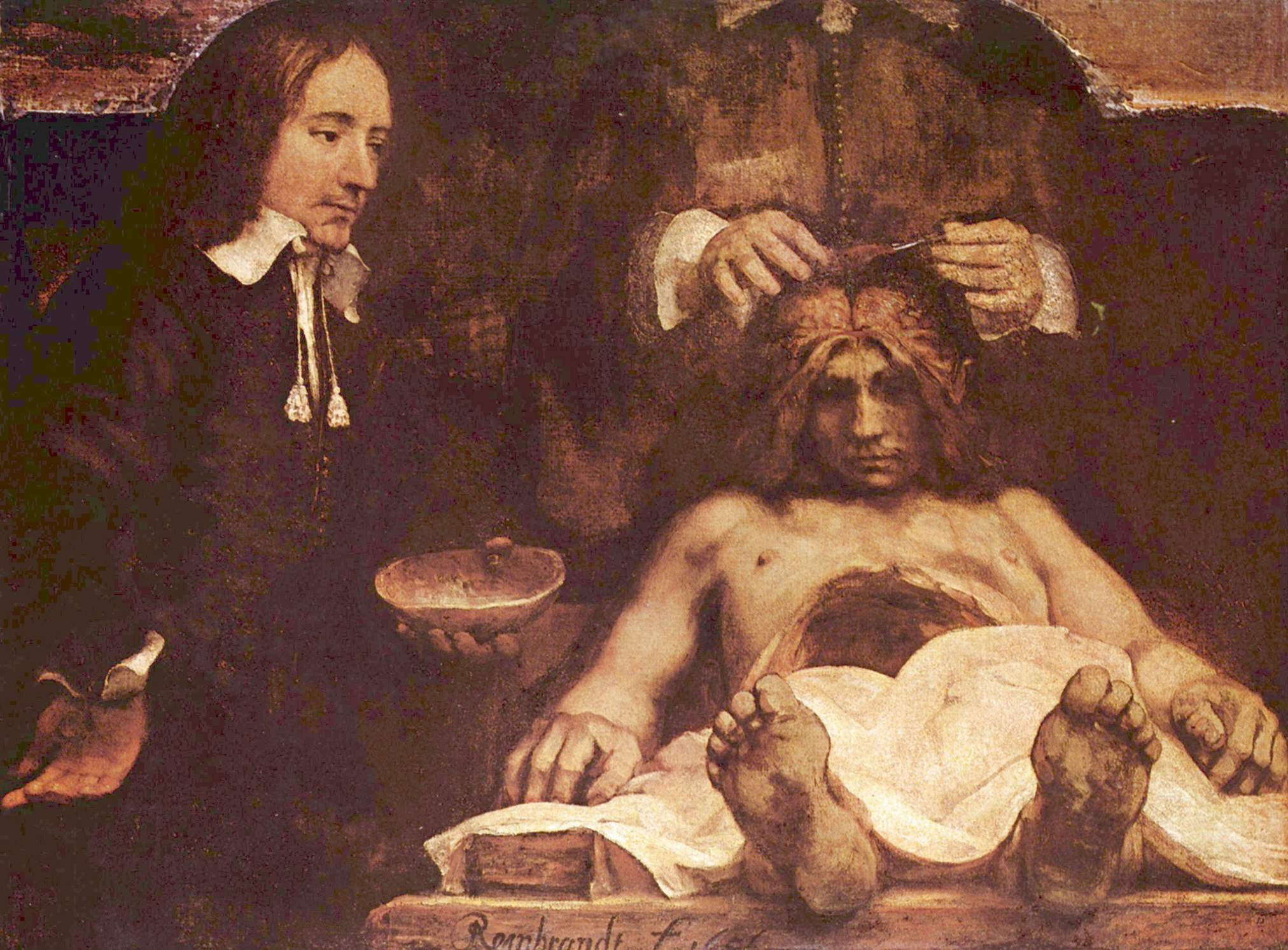
Fragment van De anatomische les van Dr. Deijman door Rembrandt van Rijn

Een patholoog of ziektekundige is een persoon die kennis heeft van de lichamelijke afwijkingen veroorzaakt door ziekte. De belangrijkste taak van de patholoog is het (vooral microscopisch) onderzoeken van weefselmonsters van patiënten, om de aard van een afwijking vast te stellen. In ziekenhuizen werken klinisch pathologen.
Een patholoog verricht ook autopsie (inwendige lijkschouw/lijkschouwing). Autopsie is de overkoepelende term voor obductie en sectie. Het verschil daartussen is minimaal. Een obductie is klinisch en wordt door een arts (namens de familie) aangevraagd. Hiervoor is ook altijd toestemming nodig van de familie. Voor sectie is geen toestemming van de familie nodig; de officier van justitie of de procureur gelast dit onderzoek.

## Forensisch onderzoek
Bij forensisch onderzoek wordt indien noodzakelijk gebruikgemaakt van de diensten van een forensisch patholoog. Dat is een arts die zich gespecialiseerd heeft in het achterhalen en analyseren van afwijkingen van het menselijk lichaam om een doodsoorzaak aan te kunnen wijzen.
Een beroemde patholoog-anatoom in Nederland was dr. Jan Zeldenrust, de eerste directeur van het Gerechtelijk Geneeskundig Laboratorium, inmiddels opgegaan in het Nederlands Forensisch Instituut (NFI). Beoefenaars van het vakgebied noemen zich tegenwoordig niet meer patholoog-anatoom maar (klinisch) patholoog.
In Nederland is het NFI vaak betrokken bij onderzoek van stoffelijke overschotten. Meestal vindt dit plaats als onderdeel van een strafrechtelijk onderzoek en dan is geen toestemming nodig van de familie. De patholoog werkt volgens een strikt protocol en doet dat zo snel mogelijk om rouwrituelen niet onnodig veel te verstoren.
Het onderzoek vindt volgens een vast omschreven set van handelingen plaats, waarbij het protocol moet voorkomen dat de patholoog iets over het hoofd ziet. De bevindingen worden nauwkeurig vastgelegd en zo nodig worden foto's gemaakt om andere deskundigen te consulteren. Het is bijvoorbeeld mogelijk dat iemand een klap krijgt en daarna toch overlijdt aan de gevolgen van een beroerte.
Eerst wordt de dode uitwendig onderzocht en daarna volgen inwendig onderzoek en zo nodig nog een röntgenfoto. Dit laatste is dikwijls het geval bij steekpartijen en altijd bij overledenen door schotwonden. Kogels of achtergebleven mespunten helpen bij de bewijsvoering. Het NFI, voorheen het Gerechtelijk Laboratorium geheten, beschikt hiervoor over eigen apparatuur.
In de eerste plaats is forensisch onderzoek bedoeld om zaken naar voren te brengen, waar niemand aan denkt. Het aantonen van de doodsoorzaak is uiteraard belangrijk, maar evenzeer is het belangrijk uit te sluiten wat géén rol gespeeld heeft bij het overlijden.
De pathologen van het NFI leveren informatie ten behoeve van politie en justitie, maar de rechter beslist uiteindelijk wie verantwoordelijk is.
Om onduidelijkheden te vermijden doen de onderzoekers verslag in begrijpelijk Nederlands met vermijding van jargon. Zo nodig treedt de patholoog bij de rechtszaak op als getuige-deskundige. Een enkele keer wordt hij te hulp geroepen bij de reconstructie van een fatale gebeurtenis.

## Procedure
Pathologisch onderzoek bij een obductie verloopt volgens strikte regels in een vaste volgorde. De patholoog begint met uitwendig onderzoek: hoofd, romp, armen en benen. Eerst de voorzijde dan de achterzijde. Bij het inwendig onderzoek wordt de ligging van de organen bekeken om ziekelijke afwijkingen vast te stellen of afwijkingen als gevolg van mechanisch geweld.
Hersenen worden alleen onderzocht als de nabestaanden hier specifiek toestemming voor geven. De patholoog snijdt de huid aan de achterkant van het hoofd van oor tot oor open. De huid wordt naar voren geklapt en vervolgens wordt de schedel geopend. Deze methode heeft het voordeel dat er aan de voorzijde van het hoofd niets van te zien is. De inwendige schedel wordt onderzocht op bloeduitstortingen of breuken en de hersenen worden nagekeken op letsel en ziekten.
Inwendige organen worden gewogen en nauwkeurig onderzocht. Het hart bijvoorbeeld wordt geopend om te zien of er sporen zijn van een hartinfarct. De kransslagader wordt op tientallen plekken doorgesneden om te zien of die ergens is afgesloten. Als de faciliteiten ervoor aanwezig zijn, kan ook gekozen worden voor een barium-onderzoek, waarbij een barium-oplossing wordt geïnjecteerd en er vervolgens röntgenfoto's worden gemaakt om de bloedvaten rond het hart te onderzoeken zonder veel te hoeven snijden. Ook lever, milt, longen, maag, darmen, luchtpijp, slokdarm en de spieren worden nauwgezet bekeken.
Onderzoek en rapportage zijn zo nauwkeurig dat zelfs achteraf nieuwe vragen kunnen worden beantwoord. De laatste maaltijd wordt vastgesteld met behulp van monsters van de maaginhoud. Van organen worden enkele kubieke centimeters weggenomen en in de diepvries of formaline bewaard, zodat altijd nog toxicologisch onderzoek en contra-expertise (een tegenonderzoek) mogelijk zijn. Plakjes weefsel voor microscopisch onderzoek worden in formaline bewaard. Van kinderen worden altijd huidmonsters genomen om stofwisselingsstoornissen vast te kunnen stellen.
Bij gerechtelijk onderzoek staat het belang van justitie voorop. Met de wensen van de dode wordt indien mogelijk rekening gehouden: als bijvoorbeeld iemand een codicil droeg, kan de chirurg in overleg met justitie bruikbare organen uit het lichaam nemen en vervolgens alsnog aan het NFI rapporteren.